# Barretero

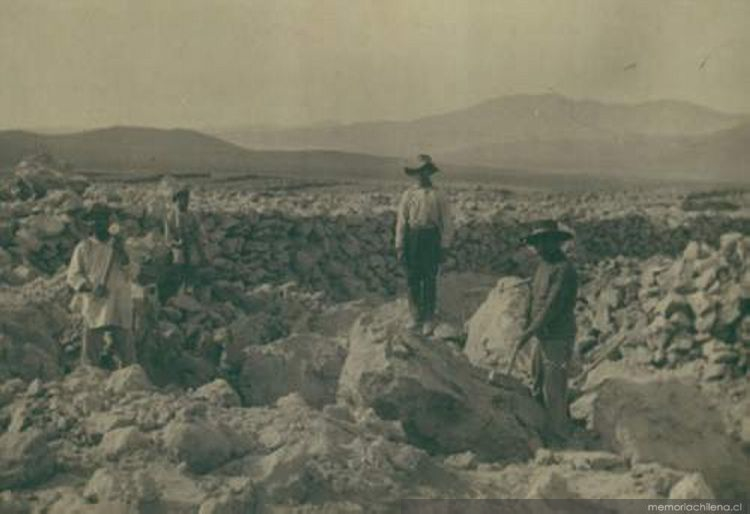
Barreteros con sus barrenadores en una calichera en 1906

Un barretero es un antiguo oficio de fines del siglo XIX y principios del siglo XX, de la desaparecida industria del salitre en Chile.
Los barreteros eran operarios de las oficinas salitreras a cargo de la perforación inicial de los tiros en la pampa, tarea para la cual utilizaba los barrenadores, un tipo de martillo corriente. Se encargaban de abrir las calicheras mediante barrenos con tiros de pólvora o dinamita, hasta dejar al descubierto el caliche en grandes trozos o colpas.